# Ковровская государственная технологическая академия
Ковровская государственная технологическая академия имени В. А. Дегтярёва — высшее учебное заведение города Коврова.

## История
В 2023 году коллектив КГТА отмечен Благодарностью Президента Российской Федерации.

## Образовательная деятельность
Основной вид деятельности КГТА — высшее и среднее профессиональное образование. Готовит специалистов технического направления, обеспечивая постоянное снабжение квалифицированными кадрами промышленные и оборонные предприятия региона.
Имеются лицензии на право образовательной деятельности по 15 специальностям высшего профессионального и 7 специальностям среднего профессионального образования. В академии идет подготовка по следующим направлениям: конструкторское; технологическое; информационное; экологическое; экономическое; гуманитарное.
В академии также существует военная кафедра, которая готовит офицеров запаса (лейтенантов) по следующим специальностям  «Эксплуатация и ремонт базовых машин бронетанковой техники» и «Эксплуатация и ремонт электро- и спецоборудования и автоматики бронетанковой техники».